# Cronologia dels descobriments portuguesos

Planisferi de Cantino (1502), la carta nàutica portuguesa més antiga coneguda, que mostra els resultats dels viatges de Vasco da Gama a l'Índia; de Colom a Amèrica Central; de Gaspar Corte-Real a Terranova; i de Pedro Alvares Cabral a Brasil. El mapa recull el meridià del Tractat de Tordesillas (Biblioteca Estense de la universitat. de Mòdena).

Els descobriments portuguesos foren una sèrie de viatges marítims i exploracions dutes a terme pels portuguesos entre 1415 i 1543. Els descobriments donaren com a resultat l'expansió de Portugal i foren una contribució essencial per a delinear el mapa del món, impulsats per la Reconquesta i la recerca de vies alternatives de comerç al mar Mediterrani. Amb aquests descobriments els portuguesos començaren l'era dels descobriments europeus que durà des del segle xv fins al XVII, i foren responsables d'importants avenços en tecnologia i ciències nàutiques, cartografia i astronomia, construint els primers vaixells capaços de navegar amb seguretat en aigües obertes per l'oceà Atlàntic.
Tot i que amb antecedents durant el regnat de Dionís I (1279) i en les expedicions a les illes Canàries de l'època d'Alfons IV, és a partir de la conquesta de Ceuta el 1415 —una plaça conquerida amb relativa facilitat, per una expedició organitzada per Juan I—, quan Portugal inicia el projecte nacional de la navegació oceànica sistemàtica.

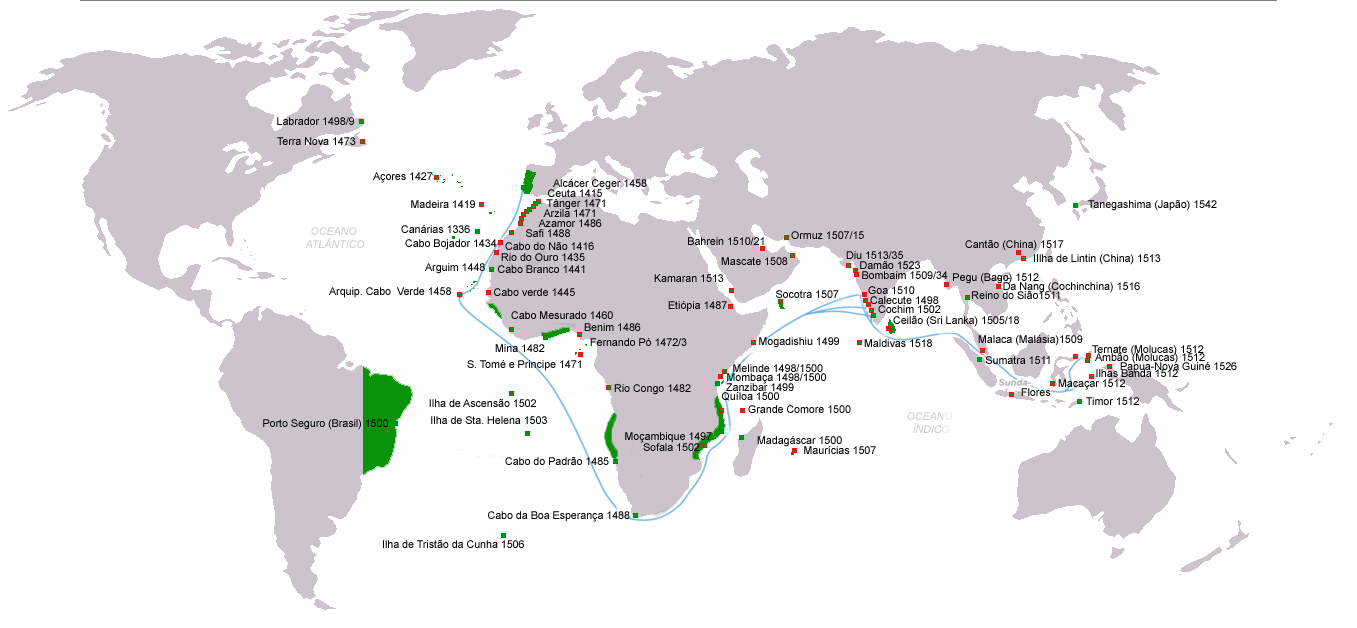
Els descobriments, els viatges i exploracions portugueses des de 1415-1543: llocs i dates d'arribada, principals rutes a l'oceà Índic (blau) i els territoris portuguesos al regnat de Joan III de Portugal (verd)

Després de la Reconquesta, l'esperit de conquesta i cristianització dels pobles musulmans es manté. Els portuguesos es dirigiren després cap al nord d'Àfrica, d'on havien vingut els mouros que envaïren la península Ibèrica i s'hi establiren. Portugal no podia amagar el seu interès econòmic, ja que també era des del nord de l'Àfrica d'on arribaven les espècies, un gènere de gran valor degut a l'esforç per dur-les fins a Europa. Avançant progressivament a l'Atlàntic tot seguint la seva costa, passaren el Cap de Bona Esperança i entraren a l'oceà Índic impulsats per la demanda de rutes alternatives del comerç al Mediterrani. Arribaren a l'Índia el 1498, a la Xina el 1513 i al Japó el 1543. Simultàniament exploraren l'Atlàntic Sud i desembarcaren a les costes del Brasil el 1500.
Les expedicions es perllongaren durant diversos segles, des del regnat d'Enric el Navegant fins al de Joan III, quan l'Imperi Portuguès quedà establert (1557).

L' ombreig destaca els fets que han marcat l'exploració geogràfica, però que no són en si mateixos descobriments. 

## Cronologia
| Dates         | Descobriment | Oceà o mar    | Continent / arxipèlag                    | Rei                            |
| 1336          | Probable primera expedició portuguesa a les illes Canàries, que va ser seguida per altres expedicions en 1340 i 1341, encara que això es discuteix, ja que amb anterioritat s'havien produït expedicions genoveses i existeix una font primigènia, "document Almeida", de la qual s'han nodrit posteriors referències, que va manipular i no va aportar proves sobre la suposada autoria portuguesa de les primeres expedicions, que realment eren genoveses.                                                                                    | Atlàntic      | Illes Canàries                           | Alfons IV(1325-1357)           |
| 1412          | Enrique, El Navegant, ordena la primera expedició a la costa africana i a les illes Canàries. | Atlàntic      | Àfrica Occidental                        | Joan I(1385-1433)              |
| 1415          | Les tropes portugueses al comandament de Joan I de Portugal conquisten Ceuta. Aquest esdeveniment s'accepta comunament com l'inici de l'expansió dels descobriments portuguesos. | ——            | Àfrica del Nord                          | Joan I(1385-1433)              |
| 1419          | João Gonçalves Zarco i Tristão Vaz Teixeira descobreixen l'illa de Porto Sant, a Madeira. | Atlàntic      | Illes Madeira                            | Joan I(1385-1433)              |
| 1420          | Els mateixos navegants, amb Bartolomeu Perestrelo, descobreixen l'illa de Madeira, que va ser immediatament colonitzada. | Atlàntic      | Illes Madeira                            | Joan I(1385-1433)              |
| 1422          | Després de successius viatges el cap Não, considerat per àrabs i europeus el límit sud navegable, és superat, arribant al Bojador. | Atlàntic      | Àfrica                                   | Joan I(1385-1433)              |
| 1427          | Diogo de Silves descobreix (o redescobreix) les illes Açores occidentals i centrals, que seran colonitzades en 1431 per Gonçalo Velho Cabral. | Atlàntic      | Illes Açores                             | Joan I(1385-1433)              |
| 1434          | La brúixola de 32 rumbs reemplaça a la de 12 rumbs usada fins llavors. | ——            | ——                                       | Duarte I(1433-1438)            |
| 1434          | Gil Eanes doblega el cap Bojador, dissipant el temor que aquest promontori inspirava. | Atlàntic      | Àfrica (Sàhara Occidental)               | Duarte I(1433-1438)            |
| 1435-1436     | Gil Eanes i Afonso Gonçalves Baldaia descobreixen Angra de Ruivos i el segon arriba a Riu d'Or, al Sàhara Occidental. | Atlàntic      | Àfrica (Sàhara Occidental)               | Duarte I(1433-1438)            |
| 1441          | Nuno Tristão arriba al cap Blanco amb Gonçalo Afonso. | Atlàntic      | Àfrica (Mauritània)                      | Alfons V(1438-1481)            |
| 1443          | El regent Sr. Pedro decreta el monopoli de la navegació, guerra i comerç en la costa oest africana —reconegut per la butlla Rex regum— al sud del cap Bojador, que concedeix al seu germà Enrique, El Navegant. | ——            | ——                                       | Alfons V(1438-1481)            |
| 1443          | Tristão arriba a la badia de Arguín. | Atlàntic      | Àfrica (Mauritània)                      | Alfons V(1438-1481)            |
| 1444          | Dinis Dies descobreix la península de Cap Verd i l'illa de Palma. | Atlàntic      | Àfrica (el Senegal)                      | Alfons V(1438-1481)            |
| 1445          | Álvaro Fernandes passa més enllà de Cap Verd i arriba al cap dos Mastros (cap Vermelho?). | Atlàntic      | Àfrica                                   | Alfons V(1438-1481)            |
| 1446          | Álvaro Fernandes arriba a la part septentrional de la Guinea portuguesa (avui, nord de Guinea Bissau). | Atlàntic      | Àfrica (Guinea Bissau)                   | Alfons V(1438-1481)            |
| 1452          | Diogo de Teive descobreix les illes de Flores i Corvo a les Açores. | Atlàntic      | Illes Açores                             | Alfons V(1438-1481)            |
| 1455          | Butlla Romanus Pontifex, del Papa Nicolás V, que confirma les exploracions portugueses i declara que totes les terres i mars al sud del cap Bojador i del cap Não són pertinences dels reis de Portugal. | ——            | ——                                       | Alfons V(1438-1481)            |
| 1455          | Alvise Cadamosto explora del riu Gàmbia al riu Geba (Guinea Bissau) i l'arxipèlag Bijagós. En la boca del Gàmbia, en notar la gairebé desaparició de l'estrella polar en l'horitzó, va esbossar la primera representació de la constel·lació de la Creu del Sud. | Atlàntic      | Àfrica (Gàmbia, Guinea Bissau)           | Alfons V(1438-1481)            |
| 1456-1460     | Viatges de Alvise Cadamosto, Diogo Gomes i Antonio da Noli descobreixen les primeres illes d'arxipèlag de Cap Verd (Boavista, Santiago, Maio i Sal). | Atlàntic      | Illes de Cap Verd                        | Alfons V(1438-1481)            |
| 1459          | Alfons V encàrrec un mapamundi que reuneix el coneixement geogràfic de l'època als venecians Fra Mauro i Andrea Bianco. | ——            | ——                                       | Alfons V(1438-1481)            |
| 1460          | Mort del príncep Enric el Navegant. La seva cartografia sistemàtica de l'Atlàntic, va aconseguir en la seva vida els 8° N en la costa africana i els 40° O a l'Atlàntic (mar dels Sargassos). | ——            | ——                                       | Alfons V(1438-1481)            |
| 1461          | Diogo Gomes i Antonio da Noli descobreixen més illes de Cap Verd. | Atlàntic      | Illes de Cap Verd                        | Alfons V(1438-1481)            |
| 1461          | Diogo Afonso descobreix les illes occidentals de l'arxipèlag de Cap Verd. | Atlàntic      | Illes de Cap Verd                        | Alfons V(1438-1481)            |
| 1462          | Diogo Afonso descobreix les cinc illes més occidentals de l'arxipèlag de Cap Verd (Brava, São Nicolau, São Vicente, Sant Antão i els illots Blanco i Ras). | Atlàntic      | Illes de Cap Verd                        | Alfons V(1438-1481)            |
| 1469-75       | Concessió d'Alfons V a Fernão Gomes del monopoli comercial i el comerç exclusiu del pebre de Guinea amb l'obligació d'explorar la costa de Guinea al sud de Sierra Leone, concessió que dura fins a 1475. | ——            | ——                                       | Alfons V(1438-1481)            |
| 1470          | João de Santarém i Pedro Escobar descobreixen les illes de Sao Tomé i Príncipe, explorades entre 1472-75 per Fernão Pó, entre d'altres. | Atlàntic      | Àfrica (costa de Gabon)                  | Alfons V(1438-1481)            |
| 1471          | João de Santarém i Pedro Escobar creuen l'equador i descobreixen l'Hemisferi Sud, iniciant la navegació guiats per la Creu del Sud. Troben la costa de la Mina (golf de Guinea) arribant a la regió del cap Tres Punts i fins al delta del Níger. | Atlàntic      | Àfrica (Gana, Nigèria)                   | Alfons V(1438-1481)            |
| 1472          | Rui de Sequeira arriba a Benín nomenant la regió Lagoa de Lagos (actual Lagos). | Atlàntic      | Àfrica (Benín, Nigèria)                  | Alfons V(1438-1481)            |
| 1472-1473     | Fernão do Pó explora el riu Wouri que nomena dos Camarões i les illes Formosa (Bioko) i Annobón. | Atlàntic      | Àfrica (Golf de Guinea)                  | Alfons V(1438-1481)            |
| 1472-1474     | João Vaz Cort Real i Álvaro Martins Homem poden haver arribat a l'illa de Terranova. | Atlàntic Nord | Amèrica del Nord (el Canadà)             | Alfons V(1438-1481)            |
| 1473          | Lopo Gonçalves descobreix el cap López, en la boca del riu Ogooué, i és el primer acreditat a travessar la línia de l'equador i arribar a l'hemisferi Sud. | Atlàntic Sud  | Àfrica (Gabon)                           | Alfons V(1438-1481)            |
| 1475          | Abans que el contracte de Fernão Gomes acabi, Rui de Sequeira i Lopo Gonçalves arriben al cap de Sta. Catarina, a 2° de latitud Sud. | Atlàntic Sud  | Àfrica (Gabon)                           | Alfons V(1438-1481)            |
| 1474          | Alfons V consulta al geògraf Toscanelli, que aconsella la navegació cap a l'oest, per a arribar a l'Índia. | ——            | ——                                       | Alfons V(1438-1481)            |
| 1479          | El Tractat de Alcáçovas estableix el control portuguès de les Açores, Guinea, Elmina, Madeira i Cap Verd i el control castellà de les illes Canàries. | ——            | ——                                       | Alfons V(1438-1481)            |
| 1482-1486     | Diogo Cão arriba a l'estuari del riu Zaire (Congo) on deixa un padrão de pedra, que substitueix a l'habitual creu de fusta, i avança 150 km riu amunt fins a les cataractes de Lelala. | Atlàntic      | Àfrica (Congo)                           | Joan II(1481-1495)             |
| 1484-1486     | Afonso de Paiva, Duarte Pacheco Pereira i José Vizinho contacten amb el regne de Benín on la presència de pebre indica la proximitat a l'Índia. | Atlàntic      | Àfrica (Nigèria)                         | Joan II(1481-1495)             |
| 1485          | En el segon viatgi Cão, que porta a Martin Behaim com a cosmògraf, passa el cap Cross i arriba a la badia de Walvis, actual Namíbia. | Atlàntic      | Àfrica (Namíbia)                         | Joan II(1481-1495)             |
| 1487          | Gonçalo Eanes i Pêro de Évora remunten el riu Senegal en una expedició a l'interior africà fins a Tucurol i Tombuctú. | -             | Àfrica (Mauritània, el Senegal)          | Joan II(1481-1495)             |
| 1487          | Afonso de Paiva i Pêro da Covilhã parteixen de Lisboa, viatjant per terra a la recerca del regne del Preste Juan, a Etiòpia. | -             | Àfrica (Etiòpia)                         | Joan II(1481-1495)             |
| 1487-1488     | Bartolomeu Dies doblega el cap de les Tempestes, futur cap de Bona Esperanza, coronant 50 anys d'esforç i nombroses expedicions, entrant per primera vegada en l'oceà Índic. Afonso de Paiva i Pêro da Covilhã arriben a Aden. | Índic         | Àfrica                                   | Joan II(1481-1495)             |
| 1489-1492     | Es realitzen diverses expedicions a l'Atlàntic Sud per a cartografiar els vents. | Atlàntic Sud  | ——                                       | Joan II(1481-1495)             |
| 1492          | Es realitzen les primeres exploracions en l'oceà Índic. | Índic         | ——                                       | Joan II(1481-1495)             |
| 1494          | Portugal i Castella-Aragó signen el Tractat de Tordesillas, dividint el món per descobrir entre si. Primers vaixells equipats amb portillas per als canons i veles superiors. | ——            | ——                                       | Joan II(1481-1495)             |
| 1495 (o 1500) | Viatge de João Fernandes Lavrador i Pêro de Barcelos a Groenlàndia. En aquest viatge van albirar la terra que van nomenar Labrador. | Atlàntic      | Amèrica del Nord (Groenlàndia)           | Manuel I(1495-1521)            |
| 1497-99       | Basc da Gamma comanda la primera flota que contorneja Àfrica i arriba a Calicut, a l'Índia, i torna. | Índic         | Àsia (l'Índia)                           | Manuel I(1495-1521)            |
| 1498          | Duarte Pacheco Pereira explora l'Atlàntic Sud (i aconsegueix la desembocadura del riu Amazones i l'illa de Marajó en la qual era una expedició secreta de la qual no existeixen proves segures). | Atlàntic      | Sud-amèrica (el Brasil)                  | Manuel I(1495-1521)            |
| 1500-1501     | Una segona flota comandada per Pedro Álvares Cabral arriba al Brasil, desembarcant en Porto Segur. | Atlàntic      | Sud-amèrica (el Brasil)                  | Manuel I(1495-1521)            |
| 1500-01       | Gaspar Corte Real arriba a l'illa de Terranova, que nomena «Terras de Tall Real» (el Canadà). | Atlàntic Nord | Amèrica del Nord (el Canadà)             | Manuel I(1495-1521)            |
| 1500          | El 10 d'agost Diogo Dies, navegant de la flota de Pedro Álvares Cabral en la segona armada a l'Índia, descobreix una illa a la qual da el nom de São Lourenço, més tard designada Madagascar. | Índic         | Àfrica (Madagascar)                      | Manuel I(1495-1521)            |
| 1502          | Basc da Gamma tornant de l'Índia albira les llavors anomenades Illes do Almirall (Seychelles). | Índic         | Illes Seychelles                         | Manuel I(1495-1521)            |
| 1502          | Miguel Corte Real part per a Nova Anglaterra a la recerca del seu germà Gaspar. João da Nova descobreix l'illa de l'Ascensió. Fernão de Noronha (presumiblement) descobreix les illes que mantenen el seu nom, Fernando de Noronha, en Pernambuco. | Atlàntic Nord | ——                                       | Manuel I(1495-1521)            |
| 1503          | De retorn d'Orient Estêvão da Gamma descobreix l'illa de Santa Elena. | Atlàntic Sud  | ——                                       | Manuel I(1495-1521)            |
| 1503          | En viatge a l'Índia António de Saldanha va ser el primer europeu a ancorar en la llavors badia de Saldanha (avui badia de la Mesa i a ascendir a la muntanya de la Mesa, que nomena, en l'actual Sud-àfrica. | Atlàntic      | Àfrica (Sud-àfrica)                      | Manuel I(1495-1521)            |
| 1505          | Gonçalo Álvares, de la flota del primer virrei, posa rumb al sud, on «a água e vaig lligar o vinho gelavam» (“l'aigua i fins al vi es congelen) ”descobrint l'Illa de Gonçalo Álvares (illa Gough) | Atlàntic Sud  | ——                                       | Manuel I(1495-1521)            |
| 1505-1506     | Lourenço d'Almeida és enviat a les Maldives i arriba al que anomena Ceilão (Sri Lanka), la Taprobana dels registres clàssics grecs. | Índic         | Àsia (Sri Lanka)                         | Manuel I(1495-1521)            |
| 1506          | Tristão da Cunha descobreix l'illa de Tristán da Cunha, a l'Atlàntic Sud. Navegants portuguesos desembarquen a Madagascar. | Atlàntic Sud  | ——                                       | Manuel I(1495-1521)            |
| 1507-1512     | Els portuguesos són els primers europeus a desembarcar a les illes Mascareñas, en l'Índic, nomenades en homenatge a Pedro Mascarenhas. | Índic         | Illes Mascareñas                         | Manuel I(1495-1521)            |
| 1509          | Diogo Lopes de Sequeira travessa el golf de Bengala i arriba a Malaca (Malàisia), amb ell viatja Fernando de Magallanes, que anava a fer la primera volta al món al servei d'Espanya en 1519-1522. | Índic         | Àsia (Malàisia)                          | Manuel I(1495-1521)            |
| 1511          | Duarte Fernandes és el primer europeu a arribar al regne de Siam (Tailàndia), enviat per Afonso d'Albuquerque després de la conquesta de Malaca. Francisco Serrão arriba a l'illa Ternate a les illes Moluques (Indonèsia), enviat amb António Abreu per Afonso d'Albuquerque després de la conquesta de Malaca. | Índic         | Àsia (Tailàndia)                         | Manuel I(1495-1521)            |
| 1511          | Rui Nunes da Cunha és el primer europeu a arribar a Pegu (Birmània, Myanmar), enviat per Albuquerque. | Índic         | Àsia (Birmània)                          | Manuel I(1495-1521)            |
| 1511          | António d'Abreu, Francisco Serrão i Simão Afonso Bisagudo són enviats per Albuquerque a la recerca de les ilhas dónes especiarias. Serrão naufraga en Ternate a les Moluques (Indonèsia). | Índic         | Àsia (Sud-est asiàtic)                   | Manuel I(1495-1521)            |
| 1512          | António d'Abreu arriba a l'illa de Timor i a les illes Banda, illa Ambón i Seram. | Índic         | Illes Moluques                           | Manuel I(1495-1521)            |
| 1512          | Pedro Mascarenhas descobreix l'illa Diego García. També arriba a l'illa Maurici, que ja podria haver estat coneguda en les expedicions anteriors de Diogo Dies i Afonso d'Albuquerque en 1507. | Índic         | Illes Mascareñas                         | Manuel I(1495-1521)            |
| 1512-1514     | João de Lisboa i Estêvão Fróis exploren l'estuari del riu de la Plata i probablement el golf de Sant Matías a 42°S a l'Argentina. Cristóvão d'Haro, patrocinador de l'expedició, testimonia el viatge i les notícies que Lisboa i Fróis recollissin del Rei Branco (o emperador Inca), així com el machado de plata obtingut dels nadius i que oferiran al rei Sr. Manuel I. | Atlàntic      | Sud-amèrica(l'Uruguai/Argentina)         | Manuel I(1495-1521)            |
| 1513          | Afonso de Albuquerque travessa l'estret de Bab el-Màndeb en la mar Roja liderant la primera flota europea que navega en aquestes aigües. | Mar Roig      | Àfrica/Àsia                              | Manuel I(1495-1521)            |
| 1513          | Jorge Álvares partint de Malaca va ser el primer europeu a arribar al sud de la Xina, a l'illa de Lintin, a l'estuari del riu de les Perles. a la Xina, sota el comandament de Jorge Álvares i Rafael Perestrello. | Índic/Pacífic | Àsia (la Xina)                           | Manuel I(1495-1521)            |
| 1516          | Els portuguesos desembarquen en Da Nang, en el Regne de Champa que nomenen Cotxinxina (actual Vietnam). | Índic         | Àsia (la Indoxina)                       | Manuel I(1495-1521)            |
| 1516-1517     | Rafael Perestrello va comandar el primer navili comercial a arribar a la Xina continental, en Cantó (la Xina). Fernão Pires d'Andrade i Vaig prendre Pires van ser enviats pel rei Sr. Manuel I per a establir relacions oficials entre l'Imperi portuguès i la dinastia Ming, en el regnat de l'emperador Zhengde. | Índic/Pacífic | Àsia (la Xina)                           | Manuel I(1495-1521)            |
| 1520          | Francisco Álvares i una ambaixada portuguesa arriben a Etiòpia on troben a Pêro da Covilhã. | Índic         | Àfrica (Etiòpia)                         | Manuel I(1495-1521)            |
| 1520          | Diogo Pacheco hauria visitat Kimberley, a Austràlia a la recerca de la "illa do Ouro" al sud/sud-est de Sumatra, Java i Sonda, informat per malais i sumatreses, presents en la seva tripulació. (Descobriment no reconegut oficialment.) | Índic/Pacífic | Austràlia                                | Manuel I(1495-1521)            |
| 1525          | Gomes de Sequeira i Diogo da Rocha són enviats pel governador Jorge de Meneses a descobrir territoris en el nord de les Moluques, i són els primers europeus a arribar a les illes Carolinas, al nord-est de Nova Guinea, que llavors es deia «Illes de Sequeira». (Austràlia hauria estat descoberta per Cristóvão de Mendonça i Gomes de Sequeira, en 1522, un pronunciament no reconegut oficialment). | Pacífic       | Oceania                                  | Joan III(1521-1557)            |
| 1525          | Aleixo Garcia explora el Riu de la Plata al servei d'Espanya, com a membre d'una expedició de Juan Díaz de Solís i, més tard, liderant una expedició privada d'europeus i indis guaranís, explora el Paraguai i Bolívia. Aleixo Garcia va ser el primer europeu a travessar el Gran Chaco i a aconseguir penetrar en les defenses exteriors de l'Imperi Inca, ja en els pujols dels Andes i a la regió de Sucre, en l'actual Bolívia. Aleixo Garcia va ser el primer europeu a fer-ho, realitzant la gesta vuit anys abans de Francisco Pizarro. | ——            | Sud-amèrica (el Brasil/Paraguai/Bolívia) | Joan III(1521-1557)            |
| 1526          | Jorge de Meneses desembarca a l'illa Waigeo a Papua-Nova Guinea | Pacífic       | Oceania                                  | Joan III(1521-1557)            |
| 1528          | Diogo Rodrigues explora l'arxipèlag de les illes Mascareñas, al qual va donar el nom del seu company Pedro de Mascarenhas, que comprèn les illes de Reunió, Maurici i Rodrigues. | Índic         | Illes Mascareñas                         | Joan III(1521-1557)            |
| 1529          | Se signa el Tractat de Saragossa, que estableix el antimeridià de Tordesillas, límit aquest de les exploracions portugueses i espanyoles per a resoldre l'anomenada «Qüestió de les Illes Moluques». | ——            | ——                                       | Joan III(1521-1557)            |
| 1538          | João Fogaça arriba a Papua-Nova Guinea enviat per António Galvão. | Pacífic       | Oceania                                  | Joan III(1521-1557)            |
| 1542-1543     | Fernão Mendes Pinto, Diogo Zeimoto i Cristóvão Borralho són els primers europeus que arriben al Japó. | Pacífic       | Àsia (el Japó)                           | Joan III(1521-1557)            |
| 1542          | João Rodrigues Cabrilho, al servei de la Corona espanyola, explora la costa de Califòrnia. | Pacífic       | Amèrica del Nord (Califòrnia)            | Joan III(1521-1557)            |
| 1557          | Macau és lliurat a Portugal per l'emperador de la Xina com una recompensa per serveis prestats contra els pirates que infestaven la mar de la Xina. | ——            | Àsia                                     | Sebastián I(1557-1578)         |
| 1586          | António da Madalena, un frare caputxí, és un dels primers visitants occidentals que arriba a Angkor (actual Cambodja). | ——            | Àsia (Cambodja)                          | Felip II d'Espanya(1581-1598)  |
| 1602-1606     | Bento de Góis, missioner jesuïta, és el primer europeu a recórrer la ruta per terra des de l'Índia a la Xina, a través de l'Àsia central. | ——            | Àsia central                             | Felip III d'Espanya(1598-1621) |
| 1606          | Pedro Fernandes de Queirós aconsegueix les Noves Hèbrides i desembarca en una gran illa que va pensar seria part de l'anhelat continent al sud, a la qual anomena Ilha do Espírito Sant, actual Vanuatu. | Pacífic       | Oceania (Melanèsia)                      | Felip III d'Espanya(1598-1621) |
| 1606          | Luis Váez de Torres (de nacionalitat incerta) descobreix el que avui és anomenat estret de Torres. | Pacífic       | Oceania (Austràlia, Nova Guinea)         | Felip III d'Espanya(1598-1621) |
| 1624          | António d'Andrade i Manuel Marques, missioners jesuïtes, viatgen de Agra (l'Índia) a Chaparangue, sent els primers europeus documentats a arribar al Tibet. | ——            | Àsia (Tibet)                             | Felip IV d'Espanya(1621-1640)  |
| 1626          | Estêvão Cacella, missioner jesuïta, viatja a través de l'Himàlaia i és el primer europeu a entrar a Bhutan. | ——            | Àsia (Bhutan)                            | Felip IV d'Espanya(1621-1640)  |
| 1636-1638     | Pedro Teixeira parteix de Belém do Pará pujant el riu Amazones i aconsegueix Quito, a l'Equador, amb una expedició de més d'un miler d'homes. | ——            | Sud-amèrica                              | Felip IV d'Espanya(1621-1640)  |